# Wspomnienia z pleneru
Wspomnienia z pleneru / Przeciąg – pierwszy, instrumentalny singel zespołu Kombi. Został wydany w 1979 roku.
Określono go jako reprezentującego m.in. gatunki muzyka elektroniczna, electronic, space rock, pop i rock.

## Lista utworów
1. „Wspomnienia z pleneru” (muz. Sławomir Łosowski) - 3:43
2. „Przeciąg” (muz. Waldemar Tkaczyk) - 3:32